# Schizocosa salsa
Schizocosa salsa là một loài nhện trong họ Lycosidae.
Loài này thuộc chi Schizocosa. Schizocosa salsa được R. W. Barnes miêu tả năm 1953.